# Brandon Bochenski
Brandon Bochenski (né le 4 avril 1982 à Blaine dans l'État du Minnesota aux États-Unis) est un homme politique et ancien joueur professionnel américain de hockey sur glace naturalisé kazakh. Il évolue au poste d'ailier droit,.
Il est le maire de Grand Forks, la 3e plus grande ville du Dakota du Nord.

## Biographie
C'est en 2001 que Bochenski devient joueur professionnel alors que les Sénateurs d'Ottawa firent de lui leur 7e choix au repêchage, le 223e joueur à être sélectionné lors de l'encan de la Ligue nationale de hockey. Lors de sa sélection, il évoluait avec les Stars de Lincoln de la United States Hockey League (USHL).
Avant de se joindre à la LNH, il aura joué durant trois saisons avec les Fighting Sioux de l'université du Dakota du Nord, équipe qui évolue dans la Western Collegiate Hockey Association (WCHA), division du championnat NCAA qui regroupe les universités américaine. Au total avec les Sioux il récoltera un total de 154 points et divers titres, notamment celui de recrue de l'année dans la WCHA en 2002.
Il rejoint le club-école des Sénateurs dans la Ligue américaine de hockey, les Senators de Binghamton en 2004-2005. Cette saison-là, il est le meilleur marqueur chez les recrues de la LAH avec une production de 34 buts et 70 points et est alors nommé dans l'équipe d'étoiles des recrues de la LAH.
La saison suivante, bien qu'ayant connu un solide camp d'entraînement, il joue 20 rencontres avec Ottawa et il en joue également 33 à Binghamton, y récoltant 46 points avec d'être échangé à la date limite des transactions dans la LNH avec le choix de 2e tour des Sens (Simon Danis-Pépin) aux Blackhawks de Chicago en retour de Tyler Arnason.
En 2006-2007 après avoir joué 10 parties avec les Hawks, ainsi que 35 autres avec leur club affilié de la LAH, les Admirals de Norfolk, il se voit être échangé à nouveau. Cette fois ce sont les Bruins de Boston qui obtiennent ces services en retour de Kris Versteeg et d'un choix conditionnel au repêchage de 2008.
Le 2 janvier 2008, il se voit être échangé aux Ducks d'Anaheim en retour notamment de Shane Hnidy, il ne reste pas longtemps avec les Ducks cependant puisque ceux-ci l'envoient le 26 février aux Predators de Nashville.
Le 8 juillet 2008, il signe un contrat de deux ans avec le Lightning de Tampa Bay. Au terme de ce contrat avec l'équipe floridienne, il quitte la LNH au profit de la Ligue continentale de hockey (KHL) et se joint ainsi au Barys Astana.
Il met un terme à sa carrière en 2019, se lançant alors en politique et devient en juin 2020 le vingt-septième maire de la ville de Grand Forks, dans le Dakota du Nord.

## Honneurs et trophées

### United States Hockey League
- Nommé la recrue de l'année en 2001.
- Membre de la première équipe d'étoiles en 2001.

### Western Collegiate Hockey Association
- Nommé la recrue de l'année en 2002.
- Membre de l'équipe d'étoiles des recrues en 2002.
- Membre de la deuxième équipe d'étoiles en 2003.
- Membre de la première équipe d'étoiles en 2004.

### National Collegiate Athletic Association
- Membre de la première équipe d'étoiles de l'Ouest des États-Unis en 2004.

### Ligue américaine de hockey
- Membre de l'équipe d'étoiles des recrues en 2005.
- Sélectionné pour le Match des étoiles avec l'équipe planète/États-Unis (titulaire) en 2007.

### Kontinentalnaïa Hokkeïnaïa Liga
- 2012 : participe au quatrième Match des étoiles avec l'association de l'Est.
- 2011-2012 : termine meilleur buteur de la saison régulière.

## Statistiques
| Saison     | Équipe                           | Ligue      |     | Saison régulière | Saison régulière | Saison régulière | Saison régulière | Saison régulière |   | Séries éliminatoires | Séries éliminatoires | Séries éliminatoires | Séries éliminatoires | Séries éliminatoires |
| Saison     | Équipe                           | Ligue      | PJ  | B                | A                | Pts              | Pun              | PJ               | B | A                    | Pts                  | Pun                  |                      |                      |
| 2000-2001  | Stars de Lincoln                 | USHL       | 55  | 47               | 33               | 80               | 22               | 11               | 5 | 7                    | 12                   | 4                    |                      |                      |
| 2001-2002  | Fighting Sioux du Dakota du Nord | WCHA       | 36  | 17               | 15               | 32               | 36               | -                | - | -                    | -                    | -                    |                      |                      |
| 2002-2003  | Fighting Sioux du Dakota du Nord | WCHA       | 43  | 35               | 27               | 62               | 42               | -                | - | -                    | -                    | -                    |                      |                      |
| 2003-2004  | Fighting Sioux du Dakota du Nord | WCHA       | 41  | 27               | 33               | 60               | 40               | -                | - | -                    | -                    | -                    |                      |                      |
| 2004-2005  | Sénateurs de Binghamton          | LAH        | 75  | 34               | 36               | 70               | 16               | 6                | 1 | 0                    | 1                    | 2                    |                      |                      |
| 2005-2006  | Sénateurs d'Ottawa               | LNH        | 20  | 6                | 7                | 13               | 14               | -                | - | -                    | -                    | -                    |                      |                      |
| 2005-2006  | Sénateurs de Binghamton          | LAH        | 33  | 22               | 24               | 46               | 36               | -                | - | -                    | -                    | -                    |                      |                      |
| 2005-2006  | Blackhawks de Chicago            | LNH        | 20  | 2                | 2                | 4                | 8                | -                | - | -                    | -                    | -                    |                      |                      |
| 2005-2006  | Admirals de Norfolk              | LAH        | -   | -                | -                | -                | -                | 3                | 1 | 1                    | 2                    | 0                    |                      |                      |
| 2006-2007  | Admirals de Norfolk              | LAH        | 35  | 33               | 33               | 66               | 31               | -                | - | -                    | -                    | -                    |                      |                      |
| 2006-2007  | Blackhawks de Chicago            | LNH        | 10  | 2                | 0                | 2                | 2                | -                | - | -                    | -                    | -                    |                      |                      |
| 2006-2007  | Bruins de Boston                 | LNH        | 31  | 11               | 11               | 22               | 14               | -                | - | -                    | -                    | -                    |                      |                      |
| 2007-2008  | Bruins de Providence             | LAH        | 2   | 1                | 0                | 1                | 0                | -                | - | -                    | -                    | -                    |                      |                      |
| 2007-2008  | Bruins de Boston                 | LNH        | 20  | 0                | 6                | 6                | 6                | -                | - | -                    | -                    | -                    |                      |                      |
| 2007-2008  | Ducks d'Anaheim                  | LNH        | 12  | 2                | 2                | 4                | 6                | -                | - | -                    | -                    | -                    |                      |                      |
| 2007-2008  | Predators de Nashville           | LNH        | 8   | 1                | 2                | 3                | 0                | 3                | 0 | 0                    | 0                    | 0                    |                      |                      |
| 2008-2009  | Admirals de Norfolk              | LAH        | 69  | 27               | 26               | 53               | 48               | -                | - | -                    | -                    | -                    |                      |                      |
| 2008-2009  | Lightning de Tampa Bay           | LNH        | 7   | 0                | 1                | 1                | 2                | -                | - | -                    | -                    | -                    |                      |                      |
| 2009-2010  | Admirals de Norfolk              | LAH        | 42  | 21               | 19               | 40               | 16               | -                | - | -                    | -                    | -                    |                      |                      |
| 2009-2010  | Lightning de Tampa Bay           | LNH        | 28  | 4                | 9                | 13               | 2                | -                | - | -                    | -                    | -                    |                      |                      |
| 2010-2011  | Barys Astana                     | KHL        | 40  | 22               | 23               | 45               | 36               | 4                | 0 | 1                    | 1                    | 2                    |                      |                      |
| 2011-2012  | Barys Astana                     | KHL        | 49  | 27               | 31               | 58               | 26               | 7                | 0 | 3                    | 3                    | 8                    |                      |                      |
| 2012-2013  | Barys Astana                     | KHL        | 48  | 20               | 20               | 40               | 22               | 7                | 4 | 2                    | 6                    | 12                   |                      |                      |
| 2013-2014  | Barys Astana                     | KHL        | 54  | 28               | 30               | 58               | 55               | 10               | 2 | 7                    | 9                    | 14                   |                      |                      |
| 2014-2015  | Barys Astana                     | KHL        | 60  | 20               | 36               | 56               | 60               | 1                | 0 | 0                    | 0                    | 0                    |                      |                      |
| 2015-2016  | Barys Astana                     | KHL        | 60  | 20               | 41               | 61               | 48               | -                | - | -                    | -                    | -                    |                      |                      |
| 2016-2017  | Barys Astana                     | KHL        | 57  | 17               | 36               | 53               | 76               | 2                | 0 | 3                    | 3                    | 2                    |                      |                      |
| 2018-2019  | Barys Astana                     | KHL        | 44  | 15               | 19               | 34               | 10               | 12               | 4 | 9                    | 13                   | 0                    |                      |                      |
| Totaux LNH | Totaux LNH                       | Totaux LNH | 156 | 28               | 40               | 68               | 54               | 3                | 0 | 0                    | 0                    | 0                    |                      |                      |
| Totaux KHL | Totaux KHL                       | Totaux KHL | 311 | 137              | 182              | 319              | 247              | 29               | 6 | 16                   | 22                   | 36                   |                      |                      |

### En équipe nationale
| Année | Équipe     | Compétition               |   | PJ | B | A | Pts | Pun | +/-                        |  | Résultat |
| 2007  | États-Unis | Championnat du monde      | 7 | 2  | 3 | 5 | 6   | -2  | 5e place                   |  |          |
| 2016  | Kazakhstan | Championnat du monde      | 7 | 1  | 2 | 3 | 4   | -3  | 16e place                  |  |          |
| 2016  | Kazakhstan | Qualifications olympiques | 3 | 2  | 0 | 2 | 2   | +1  | Non qualifié               |  |          |
| 2017  | Kazakhstan | Championnat du monde      | 5 | 2  | 5 | 7 | 4   | +3  | 3e place de la Division IA |  |          |

## Transactions en carrière
- Repêchage 2001 : réclamé par les Sénateurs d'Ottawa.
- 9 mars 2006 : échangé par les Sénateurs aux Blackhawks de Chicago avec leur choix de deuxième ronde au repêchage de 2006 (Simon Danis-Pépin) en retour de Tyler Arnason.
- 3 février 2007 : échangé part les Blackhawks aux Bruins de Boston en retour de Kris Versteeg et d'un choix conditionnel au repêchage de 2008.
- 2 janvier 2008 : échangé par les Bruins aux Ducks d'Anaheim en retour de Shane Hnidy et d'un choix de sixième ronde au repêchage de 2008.
- 26 février 2008 : échangé par les Ducks aux Predators de Nashville en retour de considération future.
- 7 mai 2010 : signe à titre d'agent libre avec le Barys Astana de la KHL.